# Спас Цветков
Спас Митрев Цветков с псевдоним Бойчо (изписване до 1945 година: Спасъ Митревъ Цвѣтковъ – Бойчо) е български учител, революционер, деец на Вътрешната македоно-одринска революционна организация.

## Биография
Цветков е роден в 1876 година в Ехла, Ресенско, Османската империя, днес Северна Македония. В Цариградската духовна семинария, заедно с Христо Манчев, Христо Шалдев, Милан Йорданов и Петър Делев Каркалашев, създава революционна група и националистическа библиотека, със събрани в нея томове от Христо Ботев, Любен Каравелов и Иван Вазов.
Работи като учител в Свиленград, кешанските села Еникьой и Теслимкьой и други. Учител е в Малко Търново в 1902 година и едновременно е член на околийския комитет на ВМОРО. Цветков е делегат на конгреса на Петрова нива.
След Първата световна война работи като учител в родното си село, откъдето в началото на учебната 1930 – 1931 година е преместен след доклад на помощника на Вардарската бановина, в който се посочва, че като „бивш екзархийски възпитаник“ е изцяло неблагонадежден, че не знае книжовен сръбски език и в контактите си със селяните и в учебния процес си служи с местния диалект, като при това „употребява много български думи и форми“.